# Edward Joseph Flanagan
Edward Joseph Flanagan, född 13 juli 1886, död 15 maj 1948, var en amerikansk katolsk präst.
Edward Joseph Flanagan grundade 1917 i Omaha, Nebraska, Fader Flanagans pojkhem för hemlösa pojkar. Med hjälp av donationer kunde han efter en tid inköpa ett landområde 16 kilometer väster om Omaha, där den så kallade pojkstaden, Boys Town, växte upp och allt fler pojkar utan hänsyn till ras eller trosbekännelse togs om hand. Flanagans princip i det pedagogiska arbetet var, att brottsliga barn inte skulle straffas utan behandlas med kärlek och vänlighet. Han blev juris doktor 1941.